# Gnophomyia dictena
Gnophomyia dictena är en tvåvingeart som beskrevs av Alexander 1942. Gnophomyia dictena ingår i släktet Gnophomyia och familjen småharkrankar.
Artens utbredningsområde är Ecuador. Inga underarter finns listade i Catalogue of Life.